# Zachée
Pour les articles homonymes, voir Zachée (homonymie).
Zachée ou Zacchée (en grec ancien : Ζακχαῖος, Zakchaios ; en araméen Zakkaï « le Juste », d'après l'hébreu זכי, « pur, innocent ») est un collecteur d’impôts, collaborateur de l'occupant romain qui figure dans le Nouveau Testament en tant que converti et disciple de Jésus (Lc 19, 1-10).

## Nouveau Testament
Le texte se trouve dans l'Évangile selon Luc (19, 1-10). Il fait partie des matériaux transmis uniquement par cet évangile. 

« Entré dans la ville de Jéricho, Jésus la traversait. Or, il y avait un homme du nom de Zachée ; il était le chef des collecteurs d’impôts, et c’était quelqu’un de riche. Il cherchait à voir qui était Jésus, mais il ne le pouvait pas à cause de la foule, car il était de petite taille. Il courut donc en avant et grimpa sur un sycomore pour voir Jésus qui allait passer par là. Arrivé à cet endroit, Jésus leva les yeux et lui dit : « Zachée, descends vite : aujourd’hui il faut que j’aille demeurer dans ta maison. » Vite, il descendit et reçut Jésus avec joie. Voyant cela, tous récriminaient : « Il est allé loger chez un homme qui est un pécheur. » Zachée, debout, s’adressa au Seigneur : « Voici, Seigneur : je fais don aux pauvres de la moitié de mes biens, et si j’ai fait du tort à quelqu’un, je vais lui rendre quatre fois plus. » Alors Jésus dit à son sujet : « Aujourd’hui, le salut est arrivé pour cette maison, car lui aussi est un fils d’Abraham. En effet, le Fils de l’homme est venu chercher et sauver ce qui était perdu. » »

Zachée rembourse au quadruple ceux auxquels il a causé du tort, ce qui n’est plus un geste de la loi juive : Jésus l’interprète alors comme le signe de la venue du salut sur sa maison. Par ce geste, Zachée montre qu’il ne s’identifie plus à ce qu’il possède, mais à autre chose qui le guide désormais et que Jésus nomme le salut ; Zachée est devenu un bienheureux.

## Identité

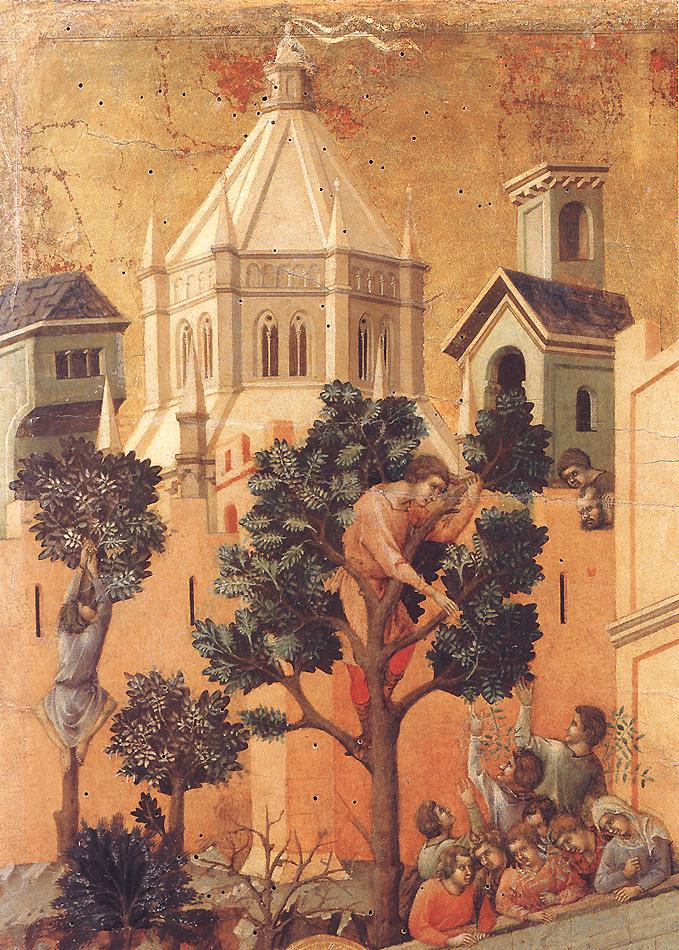
L'Entrée à Jérusalem (détail), par Duccio di Buoninsegna.

Comme Lévi (Matthieu), l'un des apôtres de Jésus, avant sa conversion, Zachée était le chef des publicains, c'est-à-dire que, bien que juif, il organisait la collecte des impôts pour le compte des Romains. Selon les règles de la loi juive, transformé par la voix et le regard de Jésus, sa conversion demandait en contrepartie le don de « la moitié de [ses] biens aux pauvres »[Quoi ?]. Sa conversion au Christ le pousse à donner le double de ce que prescrit la Loi Mosaïque. 
Selon Clément d'Alexandrie, le surnommé Zachée (le Juste) s'appelait Matthias et il est celui qui a pris la place de Judas Iscariote après la trahison et la mort de celui-ci comme cela est mentionné dans les Actes des Apôtres (Ac 1, 21-26), ce qui explique probablement que très peu de traditions soient connues sous le nom de Matthias, alors qu'il s'agit d'un des douze apôtres. D'après les Reconnaissances, c'est lui qui aurait écrit à Jacques le Juste, le frère de Jésus pour lui signaler que Simon le Magicien séduisait un grand nombre des fidèles ralliés à la « doctrine de vérité » de Jésus en Samarie (Rec, I, 72, 1-2). Jacques décide alors d'y envoyer Pierre (Rec, I, 72, 1). Tout comme dans les Actes des Apôtres, cette mission de Pierre en Samarie (Ac 8, 14-15) se situe juste après la persécution de l'église de Jérusalem par Paul de Tarse (Ac 7, 58 ; 8, 1-3), avant que celui-ci se convertisse lui aussi, ce que les historiens situent en général en 37. Les Constitutions apostoliques indiquent que « Zachée le publicain », a été le premier évêque de Césarée, nommé directement par les apôtres.
À Er-Riha (Jéricho), se trouve une tour carrée, qui par tradition est nommée la Maison de Zachée.

## Extrait

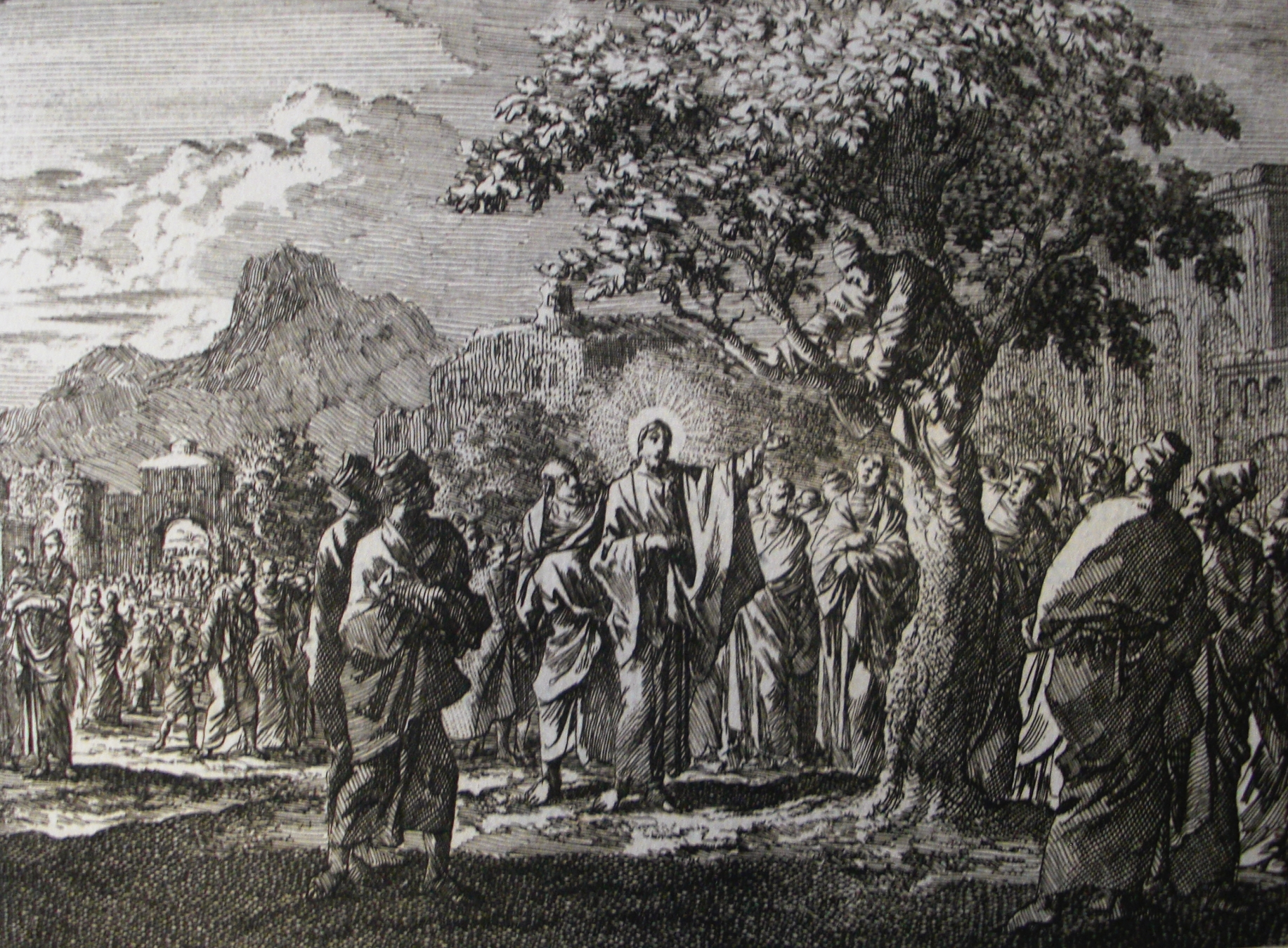
Jésus et Zachée. Gravure d'après Jan Luyken.

Ouvrage de Michel Quesnel ː Connaître Dieu à travers Jésus,.
Le miracle de l'ouverture

« Dans toute religion, y compris dans le judaïsme tel qu'il s'exprime dans l'Ancien Testament, c'est en général la personne humaine qui est à la recherche de Dieu. On peut lire cela dans de nombreux psaumes, par exemple dans celui-ci où le verbe « chercher » est deux fois présent dans la même phrase ː Seigneur, écoute mon cri d'appel ǃ Par pitié, réponds-moi ǃ Je pense à ta parole ː « Chercher ma face ǃ » Je cherche ta face, Seigneur. Ne me cache pas ta face (Ps 26, 7-9). Or, le Nouveau Testament opère un renversement de cette perspective. En envoyant son Fils Jésus dans le monde, Dieu montre qu'il est en quête des personnes humaines, y compris des parties les moins nobles de leur personnalité.
Alors, quel que soit le moment où un humain manifeste le minimum d'ouverture vis-à-vis de la quête divine, Dieu ne ferme jamais la porte qui conduit à lui et est prêt à l'accueillir. Il le fit pour Bartimée, devenu disciple de la dernière heure. Il le fit pour Zachée, dont le passé était loin d'être recommandable. Il le fait et le fera pour toute personne accomplissant des démarches analogues. Dieu désir le salut de toute personne. »

— Connaître Dieu à travers Jésus. Une initiation au christianisme, Paris, DDB, 2024, p. 102.